# 리넛 베이렌스테인
리넛 베이렌스테인(네덜란드어: Lineth Beerensteyn, 1996년 10월 11일 ~ )은 네덜란드의 여자 축구 선수이다. 포지션은 공격수이며, 현재 독일 프라우엔-분데스리가의 바이에른 뮌헨에서 활동하고 있다.

## 클럽 경력
2012년에 ADO 덴하흐에 입단하면서 에레디비시 프라우언 무대에 데뷔했으며 2016년에는 FC 트벤터로 이적했다. 2017년에는 독일 프라우엔-분데스리가 소속 클럽인 바이에른 뮌헨으로 이적했다.

## 국가대표 경력
2016년 6월 4일에 열린 남아프리카 공화국과의 친선 경기에 처음 출전하면서 네덜란드 여자 축구 국가대표팀 선수로 데뷔했다. UEFA 여자 유로 2017, 2019년 FIFA 여자 월드컵에 참가했다.

## 수상

### 클럽
ADO 덴하흐
- KNVB 여자컵 1회 우승 (2012-13)
- 베네슈퍼컵 1회 준우승 (2012)

### 국가대표
- 2014년 UEFA U-19 여자 축구 선수권 대회 우승
- UEFA 여자 유로 2017 우승
- 2018년 알가르브컵 우승
- 2019년 FIFA 여자 월드컵 준우승